# Cyclopsetta querna
Cyclopsetta querna is een  straalvinnige vissensoort uit de familie van schijnbotten (Paralichthyidae). De wetenschappelijke naam van de soort (oorspronkelijke naam: Azevia querna) is voor het eerst geldig gepubliceerd in 1890 door Jordan & Bollman.
De soort werd aangetroffen in de Stille Oceaan voor de kust van Colombia.
De soort staat op de Rode Lijst van de IUCN als niet bedreigd, beoordelingsjaar 2007.